# Bilan mondial
Le bilan mondial est un élément fondamental de l'accord de Paris qui est utilisé pour surveiller sa mise en œuvre et évaluer les progrès collectifs réalisés dans la réalisation des objectifs convenus. Le bilan mondial lie ainsi la mise en œuvre des contributions déterminées au niveau national (CDN) aux objectifs primordiaux de l'accord de Paris, et a pour objectif ultime de relever l'ambition climatique.

## Dans le cadre de l'accord de Paris
L'accord de Paris oblige ses États signataires (appelés « parties ») à formuler régulièrement leurs propres plans d'action climatique, appelés contributions déterminées au niveau national (CDN), et à mettre en œuvre des mesures qui les aident à atteindre leurs objectifs d'action climatique. Il n'y a cependant aucune obligation en vertu du droit international pour les parties d'atteindre leurs CDN.
Les parties sont toutefois tenues de rendre compte régulièrement de leurs progrès dans la mise en œuvre de leurs CDN et les rapports sont soumis à un examen international par les pairs. En plus de ce cadre de transparence renforcé, l'accord de Paris stipule que les parties doivent régulièrement mettre à jour leurs CDN, que les CDN mises à jour ne doivent pas être en deçà des objectifs applicables avant la mise à jour et qu'elles doivent refléter le niveau d'ambition le plus élevé possible. En outre, un bilan mondial est effectué une fois tous les cinq ans pour évaluer les progrès collectifs réalisés vers la réalisation des objectifs à long terme,. Les résultats de l'inventaire doivent être pris en compte lors de l'élaboration des contributions déterminées au niveau national. Le bilan mondial est donc une composante fondamentale de l'accord de Paris dans la mesure où il fait régulièrement le point sur les progrès accomplis et fournit une base d'utilisation pour la mise à jour des CDN des parties.

## Rôle du bilan mondial dans l’accroissement de l'ambition
Le bilan mondial est conçu pour accroître l'ambition en aidant les parties à :
1. Voir ce qu'ils ont accompli jusqu'à présent dans la mise en œuvre de leurs CDN ;
2. Identifier ce qu'il reste à faire pour atteindre leurs objectifs ;
3. Identifier les approches qui peuvent être adoptées pour renforcer leurs propres efforts aux niveaux national et international.

Le bilan mondial est ainsi censé être un moteur d'ambition. Il faut cependant souligner que le bilan mondial adopte une approche collective plutôt qu'individuelle. Cela signifie que les pays individuels ne sont pas distingués et que les résultats du processus d'inventaire ne devraient pas permettre de tirer des conclusions sur l'état de la mise en œuvre dans les États individuels.

## Calendrier

### Premier bilan mondial
Le premier bilan mondial doit avoir lieu en 2023. Cependant, le cadre de transparence établi par l'accord de Paris, qui oblige chaque État à rendre compte du niveau de mise en œuvre de ses objectifs CDN et de ses émissions nationales, n'entrera en vigueur qu'en 2024. Étant donné que les rapports des parties compilés dans le cadre de la transparence sont une source d'informations vitale pour la conduite du bilan mondial, le premier bilan mondial devra s'appuyer sur les exigences de déclaration antérieures. Celles-ci présentent cependant de nombreuses lacunes en matière d'information, et il n'est pas certain dans quelle mesure ces lacunes peuvent être comblées en utilisant d'autres sources d'information. Par exemple, il est concevable qu'une plus grande utilisation soit faite des analyses et des recommandations des acteurs non gouvernementaux, y compris les initiatives de la société civile, des entreprises et des administrations municipales . Un autre aspect qui doit encore être réglé concerne le calendrier exact des trois phases de l'inventaire mondial. En particulier, il faut veiller à ce que les résultats du processus soient achevés à temps et préparés de manière à pouvoir être pris en compte de manière appropriée lors de l'élaboration des CDN des Parties.
La décision 19/CMA.1, adoptée lors de la Conférence de Katowice du 2 au 16 décembre 2018, définit le calendrier pour le premier bilan mondial (établi avant la survenue de la pandémie de Covid-19)  :
- 2021 à 2022 : collecte et traitement d’informations ;
- novembre 2022 à juin 2023 : évaluation technique ;
- décembre 2023 (lors de la COP-28 à Dubaï) : examen des résultats.

Trois réunions du dialogue technique étaient prévues : la première lors des sessions SB-56 (Bonn, 6-16 juin 2022), ; la deuxième lors des sessions SB-57 (Charm el-Cheikh, 6-12 novembre 2022), et la troisième lors des sessions SB-58 (juin 2023).

### Mise en œuvre d’une nouvelle infrastructure pour le suivi mondial des gaz à effet de serre
Dans le cadre de la démarche liée au bilan mondial, l’OMM a présenté en mars 2023 une résolution visant à développer l’architecture d’une infrastructure de suivi mondial des GES, avec une approche coordonnée au niveau international concernant la conception des réseaux d’observation et l’accès, l’échange et l’exploitation des résultats. Un des résultats attendus de la plateforme est ainsi de produire des estimations mensuelles, par maille de 100 km sur 100 km, des flux de CO2, de CH4 et de N2O ; avec un délai le plus court possible.
Cette résolution doit être approuvée en juin 2023.